# Vrontisméni
Vrontisméni (Vrontismeni) är en ort i Grekland.   Den ligger i prefekturen Nomós Ioannínon och regionen Epirus, i den nordvästra delen av landet, 300 km nordväst om huvudstaden Aten. Vrontisméni ligger 665 meter över havet och antalet invånare är 172.
Terrängen runt Vrontisméni är kuperad. Runt Vrontisméni är det ganska glesbefolkat, med 21 invånare per kvadratkilometer. Närmaste större samhälle är Parakálamos, 3,8 km nordväst om Vrontisméni. I omgivningarna runt Vrontisméni växer i huvudsak blandskog.